# PPM1A
PPM1A (англ. Protein phosphatase, Mg2+/Mn2+ dependent 1A) – білок, який кодується однойменним геном, розташованим у людей на короткому плечі 14-ї хромосоми. Довжина поліпептидного ланцюга білка становить 382 амінокислот, а молекулярна маса — 42 448.
| 10         |  | 20         |  | 30         |  | 40         |  | 50         |
| ---------- |  | ---------- |  | ---------- |  | ---------- |  | ---------- |
| MGAFLDKPKM |  | EKHNAQGQGN |  | GLRYGLSSMQ |  | GWRVEMEDAH |  | TAVIGLPSGL |
| ESWSFFAVYD |  | GHAGSQVAKY |  | CCEHLLDHIT |  | NNQDFKGSAG |  | APSVENVKNG |
| IRTGFLEIDE |  | HMRVMSEKKH |  | GADRSGSTAV |  | GVLISPQHTY |  | FINCGDSRGL |
| LCRNRKVHFF |  | TQDHKPSNPL |  | EKERIQNAGG |  | SVMIQRVNGS |  | LAVSRALGDF |
| DYKCVHGKGP |  | TEQLVSPEPE |  | VHDIERSEED |  | DQFIILACDG |  | IWDVMGNEEL |
| CDFVRSRLEV |  | TDDLEKVCNE |  | VVDTCLYKGS |  | RDNMSVILIC |  | FPNAPKVSPE |
| AVKKEAELDK |  | YLECRVEEII |  | KKQGEGVPDL |  | VHVMRTLASE |  | NIPSLPPGGE |
| LASKRNVIEA |  | VYNRLNPYKN |  | DDTDSTSTDD |  | MW         |  |            |

A: Аланін

C: Цистеїн

D: Аспарагінова кислота

E: Глутамінова кислота

F: Фенілаланін

G: Гліцин

H: Гістидин

I: Ізолейцин

K: Лізин

L: Лейцин

M: Метіонін

N: Аспарагін

P: Пролін

Q: Глутамін

R: Аргінін

S: Серин

T: Треонін

V: Валін

W: Триптофан

Кодований геном білок за функціями належить до гідролаз, протеїн-фосфатаз, фосфопротеїнів. 
Задіяний у такому біологічному процесі, як альтернативний сплайсинг. 
Білок має сайт для зв'язування з іонами металів, іоном магнію, іоном марганцю. 
Локалізований у цитоплазмі, ядрі, мембрані.